# Dunes City
Dunes City és una població dels Estats Units a l'estat d'Oregon. Segons el cens del 2007 tenia 1.360 habitants.

## Demografia
Segons el cens del 2000, Dunes City tenia 1.241 habitants, 558 habitatges, i 414 famílies. La densitat de població era de 178,8 habitants per km².
Dels 558 habitatges en un 18,3% hi vivien nens de menys de 18 anys, en un 67,6% hi vivien parelles casades, en un 5,2% dones solteres, i en un 25,8% no eren unitats familiars. En el 21,1% dels habitatges hi vivien persones soles el 10% de les quals corresponia a persones de 65 anys o més que vivien soles. El nombre mitjà de persones vivint en cada habitatge era de 2,22 i el nombre mitjà de persones que vivien en cada família era de 2,55.
Per edats la població es repartia de la següent manera: un 16,8% tenia menys de 18 anys, un 2,6% entre 18 i 24, un 16,1% entre 25 i 44, un 37,1% de 45 a 60 i un 27,3% 65 anys o més.
L'edat mediana era de 53 anys. Per cada 100 dones de 18 o més anys hi havia 91,5 homes.
La renda mediana per habitatge era de 39.100$ i la renda mediana per família de 47.574$. Els homes tenien una renda mediana de 34.167$ mentre que les dones 25.417$. La renda per capita de la població era de 27.048$. Aproximadament el 8,5% de les famílies i el 10,6% de la població estaven per davall del llindar de pobresa.

## Poblacions més properes
El següent diagrama mostra les poblacions més properes.